# Arnay-le-Duc
Arnay-le-Duc è un comune francese di 1 774 abitanti situato nel dipartimento della Côte-d'Or nella regione della Borgogna-Franca Contea.

## Società

### Evoluzione demografica
Abitanti censiti